# Horsens Museum
Horsens Museum er et statsanerkendt kulturhistorisk museum i Horsens. Museet startede med at omfatte både kunst og kulturhistorie, men efter kunsten blev udskilt i Horsens Kunstmuseum omfatter det kun kulturhistorie. Museet er bl.a. medarrangør til Europæisk Middelalderfestival i Horsens.

## Historie
I 1906 blev Museumsforeningen i Horsens grundlagt med formålet at vække interesse og vedligeholde interesse for kunst og historie. Blandt stifterne var Frederik Weilbach, der fungerede som bestyrelsesformand frem til 1918. I 1915 blev der opført en bygning i Horsens til museet, tegnet af Viggo Norn. Norn fungerede som bestyrelsesformand frem til 1962.
Museet udstillede både kunst og kulturhistorie frem til 1986, hvor kunstafdelingen blev flyttet til Pavillon Lunde, og blev til Horsens Kunstmuseum.

## Udstilling
Museet har fem permanente udstillinger, der omhandler Vitus Bering, sølvarbejde fra Horsens, legetøj, Horsens i forhistorisk tid og i middelalderen. Desuden er der skiftende der ofte omhandler aktuelle arkæologiske eller historiske emner. Samlingen omfatter over 25.000 genstande.